# Miguel Rimba
Miguel Ángel Rimba Alvis est un footballeur bolivien né le 1er novembre 1967 à Riberalta.

## Carrière
- International A avec l'équipe de Bolivie : 80 sélections de 1989 à 2001.

## Statistiques

### En sélection nationale
| Saison                | Sélection             | Phases finales                                    | Phases finales | Phases finales | Éliminatoires CDM | Éliminatoires CDM | Matchs amicaux | Matchs amicaux | Total | Total |
| Saison                | Sélection             | Compétition                                       | M              | B              | M                 | B                 | M              | B              | M     | B     |
| --------------------- | --------------------- | ------------------------------------------------- | -------------- | -------------- | ----------------- | ----------------- | -------------- | -------------- | ----- | ----- |
| 1988-1989             | Bolivie               | Copa América 1989                                 | 2              | 0              | -                 | -                 | 2              | 0              | 4     | 0     |
| 1990-1991             | Bolivie               | Copa América 1991                                 | 4              | 0              | -                 | -                 | 2              | 0              | 6     | 0     |
| 1992-1993             | Bolivie               | Copa América 1993                                 | 2              | 0              | 2                 | 0                 | 4              | 0              | 8     | 0     |
| 1993-1994             | Bolivie               | Coupe du monde 1994                               | 3              | 0              | 5                 | 0                 | 12             | 0              | 20    | 0     |
| 1994-1995             | Bolivie               | Copa América 1995                                 | 4              | 0              | -                 | -                 | 6              | 0              | 10    | 0     |
| 1995-1996             | Bolivie               | -                                                 | -              | -              | 2                 | 0                 | 10             | 0              | 12    | 0     |
| 1996-1997             | Bolivie               | Copa América 1997                                 | 3              | 0              | 4                 | 0                 | 2              | 0              | 9     | 0     |
| 1997-1998             | Bolivie               | -                                                 | -              | -              | 3                 | 0                 | -              | -              | 3     | 0     |
| 1998-1999             | Bolivie               | Copa América 1999 + Coupe des confédérations 1999 | 0+.            | 0+.            | -                 | -                 | 3              | 0              | 3     | 0     |
| 1999-2000             | Bolivie               | -                                                 | -              | -              | 4                 | 0                 | 1              | 0              | 5     | 0     |
| 2000-2001             | Bolivie               | Copa América 2001                                 | -              | -              | 0                 | 0                 | -              | -              | 0     | 0     |
| Total sur la carrière | Total sur la carrière | Total sur la carrière                             | 18             | 0              | 20                | 0                 | 42             | 0              | 80    | 0     |